# Huoy Meas
Huoy Meas (em quemer:  ហួយ មាស, pronunciado [huəj miəh]) (6 de janeiro de 1946 – c. 1977) foi uma cantora e locutora de rádio cambojana nas décadas de 1960 e 1970. Nascida na Comuna de Svay Por, Distrito de Sangker, Província de Battambang, Camboja. Ela também atuou como jurada (junto com outros cantores como Sinn Sisamouth, Liev Tuk, Touch Teng, Mao Sareth, e Chhoun Malai) no concurso formal de canções públicas Samach Cheat, que foi estabelecido pelo Chefe de Estado Norodom Sihanouk.
Até que os Khmer Vermelhos assumiram o controle do Camboja em abril de 1975, Meas era a locutora de rádio feminina mais popular do Camboja, trabalhando para a estação de Rádio Nacional e promovendo a cena de rock e pop cambojana. Ela também foi uma cantora popular nessa cena, notória por letras melancólicas sobre sua própria vida pessoal. Norodom Sihanouk comparou suas letras e estilo de canto aos de Edith Piaf. Suas canções mais conhecidas incluíam "Samros Borey Tioulong" e "Unique Child".
Meas desapareceu durante o genocídio cambojano do final dos anos 1970. Uma das primeiras ações dos Khmer Vermelhos ao assumir o controle do Camboja foi se apropriar do serviço de Rádio Nacional onde Meas trabalhava. Acredita-se que ela tenha sido uma das milhões de residentes de Phnom Penh ordenados a evacuar a cidade e se realocar no campo para se tornarem trabalhadores rurais. Srey Channthys afirmou em entrevistas que Huoy Meas foi estuprada por vários soldados Khmer Vermelho e depois morta, embora seu destino exato nunca tenha sido confirmado. Seu trabalho como personalidade de rádio e artista de gravação foi perfilado no documentário de 2015 Don't Think I've Forgotten.